# Villaines-sous-Malicorne
 Villaines-sous-Malicorne  es una población y comuna francesa, situada en la región de Países del Loira, departamento de Sarthe, en el distrito de La Flèche y cantón de Malicorne-sur-Sarthe.

## Demografía
| 747 | 745 | 796 | 730 | 725 | 746 |
| Para los censos de 1962 a 1999 la población legal corresponde a la población sin duplicidades (Fuente: INSEE [Consultar]) |     |     |     |     |     |